# Villanueva de Bogas
Villanueva de Bogas es un municipio y localidad española de la provincia de Toledo, en la comunidad autónoma de Castilla-La Mancha. El término municipal tiene una población de 676 habitantes (INE 2024).

## Toponimia
El término Bogas podría derivarse del latín buda, espadaña, o del vasco muga, mojón. Ambas hipótesis son factibles pues en las márgenes del cercano río Algodor crecen las espadañas, y el límite de la población con La Guardia se denomina Mojón.

## Geografía
Linda con los términos municipales de Huerta de Valdecarábanos, Dosbarrios, Villamuelas, La Guardia, Tembleque y Mora, todos de Toledo.

## Historia
Se han encontrado, entre otros lugares, en el Cerro del Gato, restos arqueológicos de la primera Edad del Hierro, así como celtíberos y de la época romana.
En 1199 aparece Bogas en un escrito donde Alfonso VIII y su mujer Leonor, donan la población a Gonzalo de Mesa y a su mujer. Posteriormente es refundado en 1213, ocupando un nuevo emplazamiento, que es el actual, por Rodrigo Ximénez de Rada Arzobispo de Toledo. En un principio dependió administrativamente de La Guardia, hasta que en 1590 Felipe II le concede el título de Villa.

## Demografía
Cuenta con una población de 676 habitantes (INE 2024).
| Gráfica de evolución demográfica de Villanueva de Bogas entre 1842 y 2021                                             |
| |
| Población de derecho según los censos de población del INE. Población de hecho según los censos de población del INE. |

## Administración
| Periodo   | Nombre                       | Partido       |
| --------- | ---------------------------- | ------------- |
| 1979-1983 | Gabriel Sánchez Fernández    | UCD           |
| 1983-1987 | Eleuterio Álvarez Novillo    | AP/PDP/UL     |
| 1987-1991 | Eleuterio Álvarez Novillo    | PP            |
| 1991-1995 | Eleuterio Álvarez Novillo    | PP            |
| 1995-1999 | Eleuterio Álvarez Novillo    | PP            |
| 1999-2003 | Antonio Novillo Villamuelas  | Independiente |
| 2003-2007 | Antonio Novillo Villamuelas  | PSOE          |
| 2007-2011 | Antonio Novillo Villamuelas  | PSOE          |
| 2011-2015 | Antonio Novillo Villamuelas  | PSOE          |
| 2015-2019 | Miguel Cervantes Villamuelas | PP            |
| 2019-2023 | José Miguel Rodríguez Martín | PP            |
| 2023-act. | José Miguel Rodríguez Martín | PP            |

## Patrimonio

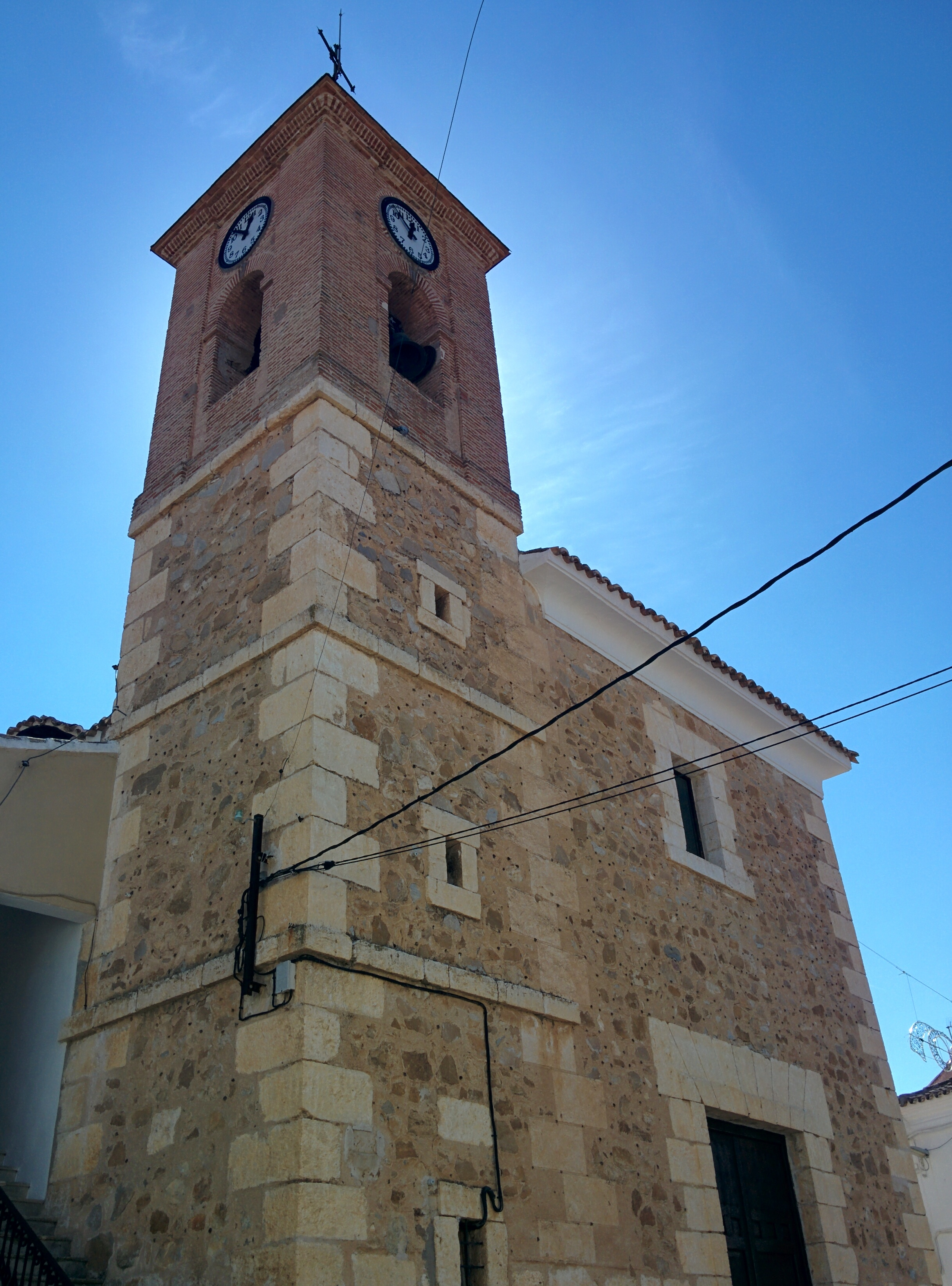
Iglesia de Santa Ana

- Monumento al Camino de Santiago del Sureste
- Monumento a San Sebastián en el lugar en el que estuvo su ermita
- Iglesia Parroquial de Santa Ana, del siglo XVIII
- Plaza de la Constitución, en la que se localiza la casa consistorial
- Plaza de Cervantes
- Plaza de Juan Pablo II, conocida popularmente como la plazuela
- Parque de los Aguadores
- Parque de San Sebastián

## Fiestas
- 20 de enero: San Sebastián.
- Semana Santa: Representación de la Pasión, muerte y resurrección de cristo.
- 15 de mayo: San Isidro.
- 25 - 26 de julio: Santiago Apóstol y Santa Ana. La feria pequeña.
- 1.er fin de semana de septiembre: Fiestas en honor al Santísimo Cristo de las Angustias. La Función, como es popularmente conocida por los vecinos.